# Jules Claretie

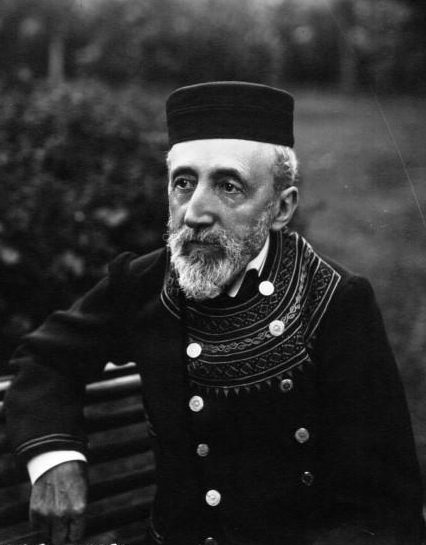
Jules Claretie (1909)

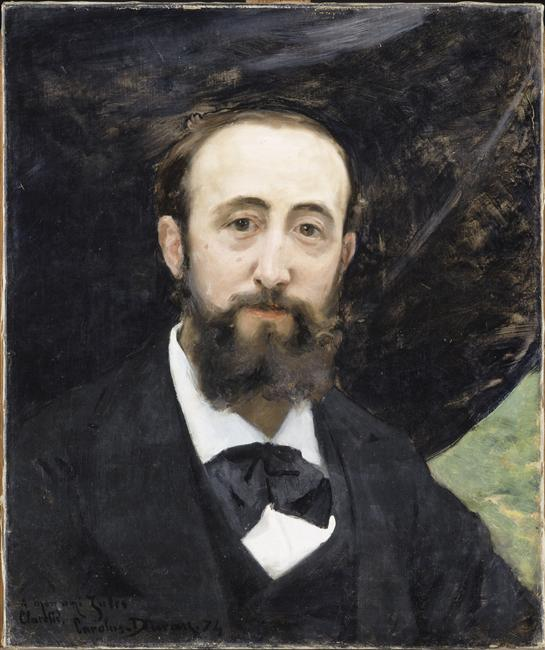
Claretie, porträtiert von Emile Auguste Carolus-Duran

Jules Claretie (eigentlich Arsène Arnaud Claretie; * 3. Dezember 1840 in Limoges, Département Haute-Vienne; † 23. Dezember 1913 in Paris) war ein französischer Schriftsteller, Theaterkritiker, -direktor und Journalist.

## Leben
Claretie kam nach Paris und wurde Schüler am Lycée impérial Bonaparte. Im Anschluss daran bekam er eine Anstellung bei den Tageszeitungen Le Figaro und L’Opinion nationale als Theaterkritiker. Später war er auch für Le Soir und La Presse tätig. Während des Deutsch-Französischen Kriegs 1870/71 war er als Kriegsberichterstatter tätig. An den Ereignissen der Pariser Kommune nahm er als Stabsoffizier der Garde nationale teil.
Auf Wunsch Jules Grévys und mit dessen Unterstützung berief man 1885 Claretie zum Direktor der Comédie-Française. Bereits als Journalist hatte Claretie neben seinem Brotberuf unter verschiedenen Pseudonymen Theaterstücke, Romane und einige Sachbücher geschrieben.
Die Académie française berief Claretie 1888 zum Nachfolger des verstorbenen Alfred-Auguste Cuvillier-Fleury auf den Fauteuil 35.
Jules Claretie starb zwanzig Tage nach seinem 73. Geburtstag am 23. Dezember 1913 in Paris. Er fand seine letzte Ruhestätte auf dem Friedhof Père-Lachaise (4. Division); den Grabstein schuf der Bildhauer Louis Patriarche (1872–1955).

## Ehrungen
- Kommandeur der Ehrenlegion
- Die Rue Jules Claretie in Toulouse wurde ihm zu Ehren benannt.

## Werke
Biographien
- Molière. sa vie et son œuvre. Paris 1871.
- Camille Desmoulins. Étude sur les Dantonistes. Paris 1875.

Erzählungen
- La cigarette. Paris 1906 (illustriert von Henri-Achille Zo).
  - deutsch: Die Cigarette und andere Geschichten. Engelhorn, Stuttgart 1890.

Kriminalromane
- Un assasin. Paris 1866.
- Jean Mornas. Paris 1885.
- L'accusateur. Paris 1885.
- L'obsession. Paris 1905.

Romane
- Le million. Paris 1882.
- Le prince Zilah. Paris 1884.
- Monsieur le ministre. Paris 1883.
- Candidat. Paris 1887.

Sachbücher
- Histoire de la Révolution de 1870-1871. Bureaux de l'Eclipse, Paris 1872 (5 Bände).
- Cinq ans après. L'Alsace et la Lorraine depuis l'annexion. Paris 1876'.
- Les Prussiens chez eux. Paris 1875.
- Le champ de bataille de Sedan. Paris 1871.

Theaterstücke
- Eliza Mercœur. Paris 1864.
- Le dernier baiser. Paris 1864.
- Les muscadins. Paris 1874.
- Le régiment de Champagne. Paris 1877.

Werkausgabe
- Œuvres completes. Paris 1874 (6 Bde.).